# Hillel (організація)

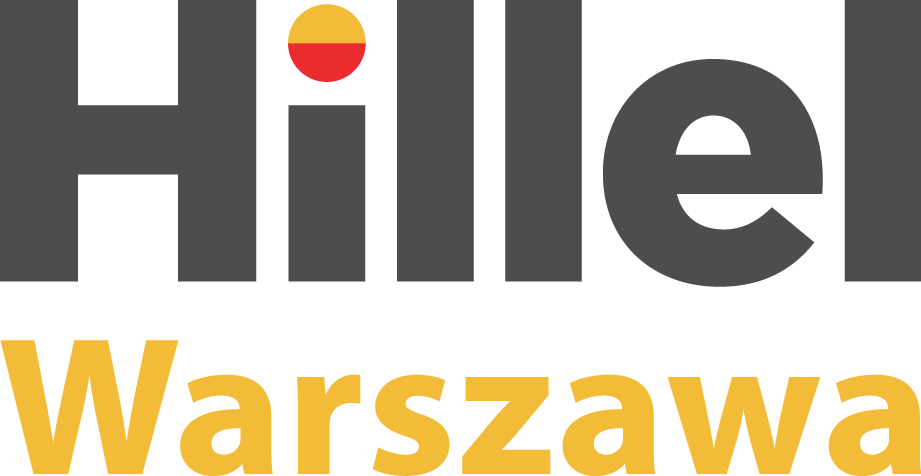
логотип Варшавського Гілеля

Гілель (Hillel) — всесвітній студентський рух, найбільша молодіжна єврейська організація в світі, що сприяє відродженню єврейського життя: ознайомлення з історією, культурою і традиціями єврейського народу.
Студентський рух названо на честь імені мудреця рабі Гілеля.

## Діяльність
Мета руху — становлення нового покоління освічених та просвічених євреїв, які пишаються своєю спадщиною. Організація активно пропагує та втілює волонтерський рух серед молоді, впроваджує культурні програми, «діалог поколінь» між молоддю і пенсіонерами, сприяє наданню студентами допомоги нужденним верстам.

## Поширення
Всього в світі існує понад 550 студентських клубів «Гілель». Гілель представлений в 7-ми країнах колишнього СРСР, в 21-му місті, з них 8 — в Україні. 
У країнах СНД Гілель відкрито 1994 року за сприяння філантропів Чарльза і Лінн Шустерман за підтримки Американського єврейського об'єднаного розподільчого комітету та міжнародного Гілеля.

### Гілель Case
Директором Гілеля в регіоні CASE є Йосип (Осік) Аксельруд.

Гілель CASE (Central Asia Southeastern Europe) працює в таких країнах:
- Україна: Київ, Дніпро, Одеса, Львів, Харків, Севастополь, Сімферополь, Донецьк (після російської агресії на Сході об'єднався з київським[1]);
- Молдова — Кишинев;
- Білорусь — Мінськ;
- Грузія — Тбілісі;
- Азербайджан — Баку;
- Узбекистан — Ташкент.

## Історія
Рух засновано 1923 року в Університеті Іллінойсу в Урбані-Шампейн. До цього часу був відкритий студентський клуб Гілель в Сільськогосподарсько-технічному коледжі Техасу (нині Техаський університет).
До 1990-х років, завдяки підтримці філантропів, заснували близько 120 клубів і їхніх філій у більш ніж 400 студентських містечках. На сьогодні Гілель є найбільшим рухом єврейського студентства у світі. Клуби Гілеля засновані в Ізраїлі, Південній Америці, Україні, країнах СНД, Росії, Польщі, філії є в Австралії, Канаді та Великій Британії.

## Сучасність
Гілель розвиває волонтерські та соціальні проекти, сприяє творчому та культурному життю молоді. Рух не належить до політичних рухів та релігійних течій, забезпечуючи таким чином свободу самовираження для кожного.
5 грудня 2016 року всесвітній студентський рух і найбільша молодіжна єврейська організація в світі Hillel International отримала в подарунок від американського благодійного фонду Marcus Foundation 38 мільйонів доларів. Це найбільша сума, яку коли-небудь отримував студентський рух.
Будь-який студент може вільно прийти до «Гілеля» в тому місті де він існує.

### Президенти Гілеля
- Раббі Беньямін Франкель (1925—1927)
- Д-р Луїс Л. Манн (1928—1933)
- Д-р Абрам Л. Сахар (1933—1947)
- Рабі Артур Дж. Левівельд (1947—1956)
- Д-р. Джуда Дж. Шапіро (1956—1959)
- Раббі Беньямін М. Кан (1959—1971)
- Раббі Альфред Йоспе (1971—1975)
- Раббі Норман Фример (1975—1979)
- Раббі Оскар Гронер (1979—1984)
- Ларрі Мозес (1984—1987)
- Річард М. Джоель (1988—2003)[5]
- Авраам Інфельд (2003—2005)
- Вейн Л. Файрстоун (2005—2013)[6]
- Ерік Фінгерхат (з 2013 р.)[7][8]